# Лангобардська мова
Лангобардська мова — мертва мова західногерманської підгрупи германських мов, якою говорило плем'я лангобардів, яке оселилось на території сучасної Італії в 6 столітті. Починає зникати вже у 7 столітті під натиском народної латини, якою тоді послуговувалось в побуті населення Апеннінського півострова. Багато топонімів Італії та деякі слова італійської мови походять з лангобардської. Побутує думка, що сучасні цімбрська та мова мокено, які відносять до австро-баварського мовного континууму є нащадками цієї мови. Це дає підстави висувати версії про те, що лангобардська мова була діалектом австро-баварської.

## Характеристика
Лангобардські тексти дійшли до наших часів фрагментарно. Головними прикладами є окремі слова в текстах латиною. Наприклад найстаріший збірник законів лангобардів «Едикт Ротарі», написаний латиною лише з поодинокими вставками особливих лангобардських термінів. Також прикладами можуть служити особові імена з латинських текстів Королівства лангобардів.
З вищезгаданих джерел неможливо визначити яким був синтаксис чи морфологія мови. Її віднесли до західногерманських, базуючись лише на фонетичних особливостях. Так з них можна побачити, що лангобардська проявляє ранні ознаки давньоверхньонімецького зсуву приголосних. Враховуючи цю ознаку і було прийнято вважати лангобардську мову, як верхньонімецьку. Так наприклад, у «Історії лангобардів» 8 століття Павла Диякона:
- /ts/ < /t/ : stolesazo «скарбник»
- pert < bert: Aripert, Godepert
- perg < berg: Perctarit, Gundperga
- prand < brand: Ansprand, Liutprand

Тексти окремо лангобардською записувались рунічним письмом. При транслітерації латинськими літерами виділяють такі:
a, b, c, d, e, f, g, h, i, j, k, l, m, n, o, p, q(u), r, s, ʒ, t, þ, u, w, z
Літера qu читається як [кв], ʒ як [с], h як [х] на початку слова та як [кс] в інших випадках. Серед першоджерел є короткі написи в старшим футарком, наприклад «Бронзова капсула Шретцгайма»:
- на кришці - arogisd
- на дні - alaguþleuba : dedun

Що перекладають як «Арогісл/гаст. Алагут (та) Леуба зробили це». Рідше - «Алогіс та Арагут займались коханням».
Також 2 фібули, знайдені у селі Бізоньє, регіону Дьйор-Мошон-Шопрон Угорщини.
- Фібула А: godahid unj[a] - Ґодахі(л)д (з) приємністю
- Фібула Б: (k?)arsiboda segun - Благословіння Арсідоби.

Є також ряд латинських текстів, що містять лангобардські власні назви. Та лангобардські юридичні тексти, які містять терміни, взяті з юридичної лексики народної мови. Серед них:
- Походження народу лангобардів/Origo gentis Langobardorum
- Історія лангобардів/Historia Langobardorum
- Historia langobardorum codicis gothani
- Едикт Ротарі/Edictum Rothari

У 2006 році Емілія Денчева стверджувала, що напис «Перніцькому мечі» може бути зроблений лангобардською мовою.

## Вплив на італійську мову
Багато слів, насамперед іменників, італійської мови були отримані від лангобардів. Число запозичень з лангобардської є найбільшим серед запозичень з давніх германських. Наприклад:
- військові терміни - sguattero - поварчук, молодший кухар, spalto - бастіон;
- будівництво: palco - фасад, panca - лавка, scaffale - полиця, stamberga - кам'яний будинок, stucco - алебастр;
- побутові речі - gruccia -милиця, palla - м'яч, greppia - шпаргалка,  trappola - пастка, la spranga - бар;
- частини тіла людини - guancia - щока,  schiena - спина, stinco - гомілка, nocca - ніжка, zazzera - довге волосся;
- дієслова - scherzare - жартувати, russare - хропіти, tuffare - падати, spaccare - розколювати, strofinare - рубати;
- прикметники - ricco - багатий, stracco - стомлений;

## Див також
- Лангобарди
- Цімбрська мова